# Władimir Kurasow
Władimir Wasiljewicz Kurasow (ros. Владимир Васильевич Курасов; ur. 7 lipca?/19 lipca 1897 w Petersburgu, zm. 29 listopada 1973 w Moskwie) – radziecki wojskowy, generał armii, Bohater Związku Radzieckiego, profesor nauk wojskowych.

## Życiorys
Ukończył 8 klasową szkołę techniczną. W 1915 roku powołany do armii carskiej, gdzie w 1916 roku ukończył Telawską Szkołę Chorążych i uzyskał stopień chorążego. Brał udział w I wojnie światowej.
W 1918 roku wstąpił do Armii Czerwonej, brał udział w wojnie domowej. Był dowódcą plutonu, kompanii w 2 Petersburskim Pułku i oddziału marynarzy, walczył przeciwko oddziałom gen. Judenicza.
Po zakończeniu wojny domowej w 1921 roku ukończył kurs uzupełniający w Instytucie Wojskowo-Pedagogicznym, a w 1922 roku kurs w Wyższej Szkole Wojskowo-Pedagogicznej. W latach 1922–1929 był dowódcą kompanii w Piotrogradzkiej Szkole Dowódców oraz wykładowcą taktyki na kursach dla dowódców w Leningradzkiej Szkole Piechoty w mieście Oranienbaum. W latach 1929–1932 studiował w Akademii Wojskowej im. Frunzego, a po jej ukończeniu od lutego 1932 roku pełnił służbę w sztabie Białoruskiego Okręgu Wojskowego. W 1935 roku został szefem sztabu 16 Korpusu Strzeleckiego. W latach 1936–1938 w studiował w Akademii Sztabu Generalnego, a następnie od sierpnia 1938 roku był starszym wykładowcą taktyki w tejże uczelni. Od 1940 roku pracował w Sztabie Generalnym Armii Czerwonej, początkowo jako szef oddziału, a następnie zastępca szefa Wydziału Operacyjnego Sztabu Generalnego.
Po ataku Niemiec na ZSRR w sierpniu 1941 roku został zastępcą szefa Wydziału Operacyjnego ds. kierunku zachodniego Sztabu Generalnego, a w grudniu 1941 roku został szefem sztabu 4 Armii Uderzeniowej. W marcu 1942 roku został dowódcą 4 Armii Uderzeniowej. Będąc w tej armii wziął udział w operacji toropiecko-chołmskiej i wielkołuckiej.
W kwietniu 1943 roku został szefem sztabu Frontu Kalinińskiego, także po jego przemianowaniu w 1 Front Nadbałtycki. Będąc szefem sztabu frontu brał udział w walkach do 1945 roku.
Po zakończeniu wojny w 1945 roku został szefem sztabu Radzieckiej Administracji Wojskowej w Niemczech, w 1946 roku zastępcą dowódcy, a następnie dowódcą Centralnej Grupy Wojsk w Austrii i jednocześnie głównym przedstawicielem ZSRR w Sojuszniczej Komisji ds. Austrii.
W latach 1949–1956 był komendantem Najwyższej Akademii Wojskowej im. K. J. Woroszyłowa, a następnie w latach 1956–1961 był zastępcą szefa Sztabu Generalnego ds. badań naukowych i jednocześnie szefem Wydziału Badań Naukowych Sztabu Generalnego i ponownie w latach 1961–1963 komendantem Wojskowej Akademii Sztabu Generalnego Sił Zbrojnych ZSRR. W 1963 roku otrzymał tytuł profesora nauk wojskowych.
W latach 1963–1968 był głównym przedstawicielem Zjednoczonego Dowództwa Sił Zbrojnych Układu Warszawskiego przy Narodowej Armii Ludowej Niemieckiej Republiki Demokratycznej.
W dniu 7 maja 1965 roku został wyróżniony tytułem Bohatera Związku Radzieckiego, za umiejętne dowodzenie i osobiste męstwo w walce z hitlerowskim najeźdźcą w 20. rocznicę zwycięstwa. W 1968 został inspektorem w Grupie Inspektorów Generalnych Ministerstwa Obrony ZSRR, funkcję tę pełnił do śmierci.
Zmarł w Moskwie, pochowany został na cmentarzu Nowodziewiczym

## Awanse
- gen. mjr (28 października 1940)
- gen. lejtn. (21 maja 1942)
- gen. płk (28 czerwca 1944)
- gen. armii (12 listopada 1948)

## Odznaczenia
- Medal „Złota Gwiazda” Bohatera Związku Radzieckiego (7 maja 1965)
- Order Lenina (czterokrotnie)
- Order Czerwonego Sztandaru (czterokrotnie)
- Order Suworowa kl. I (dwukrotnie)
- Order Kutuzowa kl. I